# Adeline Bourne
Adeline Bourne (enero de 1873 - 8 de febrero de 1965) fue una actriz, sufragista y trabajadora de caridad angloindia.

## Biografía
Adeline Bourne nació en la India el 8 de enero de 1873. Fue enviada a escuelas privadas en Eastbourne y Blackheath, aunque después de la expulsión de tres escuelas fue educada por una institutriz. Estudió drama con Sarah Thorne, convirtiéndose en miembro de la compañía de Thorne antes de salir de gira por Estados Unidos con la Sra. Patrick Campbell . Luego trabajó para JE Vedrenne y Harley Granville-Barker en el Court Theatre, y para Olga Nethersole. A principios del siglo XX apareció en obras de vanguardia y feministas.  
En 1908 ayudó a fundar la Liga Sufragista de Actrices y fue secretaria de la organización. En 1911 creó la New Players Society. En 1915 fundó el Hospital de Mujeres Británico que recaudó £ 150,000 para establecer el Royal Star and Garter Home para soldados discapacitados. Durante la Primera Guerra Mundial, sirvió en el extranjero como oficial en el Cuerpo Auxiliar del Ejército de Queen Mary .
Entre 1915 y 1963 Bourne recaudó más de £ 750,000 por diferentes causas. Por ejemplo, recaudó £ 37,500 para el Hospital Elizabeth Garrett Anderson . En 1928 fue Vicepresidenta de la Asociación para la Moral y la Higiene Social de Josephine Butler. Después de la Segunda Guerra Mundial, creó una organización de empleo para mujeres para ayudar a las mujeres a regresar a trabajos civiles. A mediados de la década de 1950, estableció Wayfarers 'Trust, un hogar de ancianos y un hospital para personas mayores.
Después de la muerte de Bourne en 1965, un incendio destruyó su hogar en Thurston, Suffolk . Aunque sus documentos fueron rescatados del incendio, posteriormente fueron destruidos en 2013.